# Protaphorura armata
Protaphorura armata (лат.) — вид ногохвосток из семейства Onychiuridae. Космополит, распространён почти повсеместно, в том числе в Европе (Россия), Северной Африке (Алжир). Длина тела 1,5 — 2,0 мм. Беловатые (реже желтовато-красные), прыгательная вилка рудиментарная. Тело цилиндрической формы. В основании усика три ложных глазка. Обитают в почве и во мхе. В Западной Европе известны случаи повреждения всходов растений.
Вид был впервые описан в 1869 году шведским зоологом Тюко Тулбергом по материалам из Скандинавии.

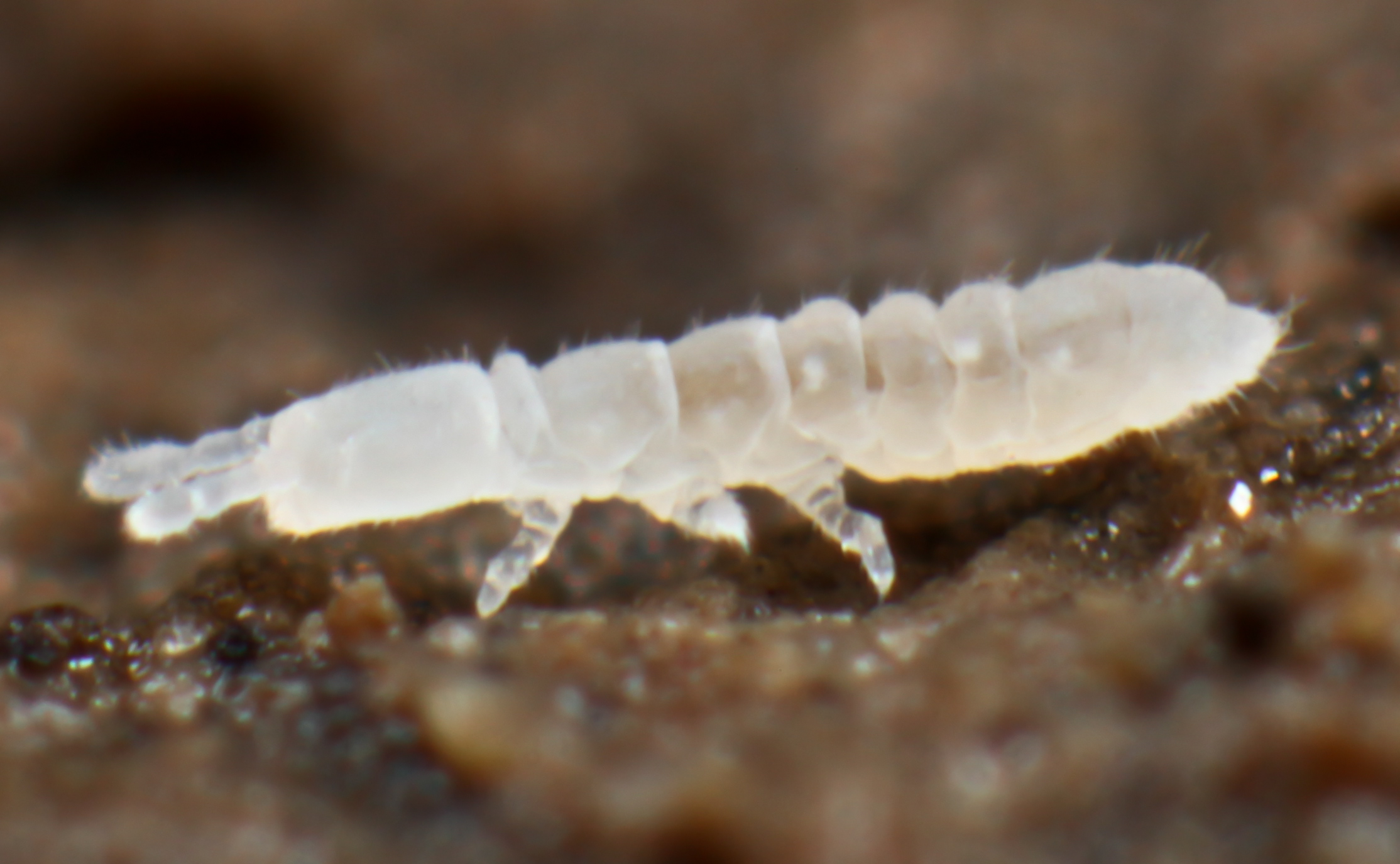